# Vindecarea femeii gârbove

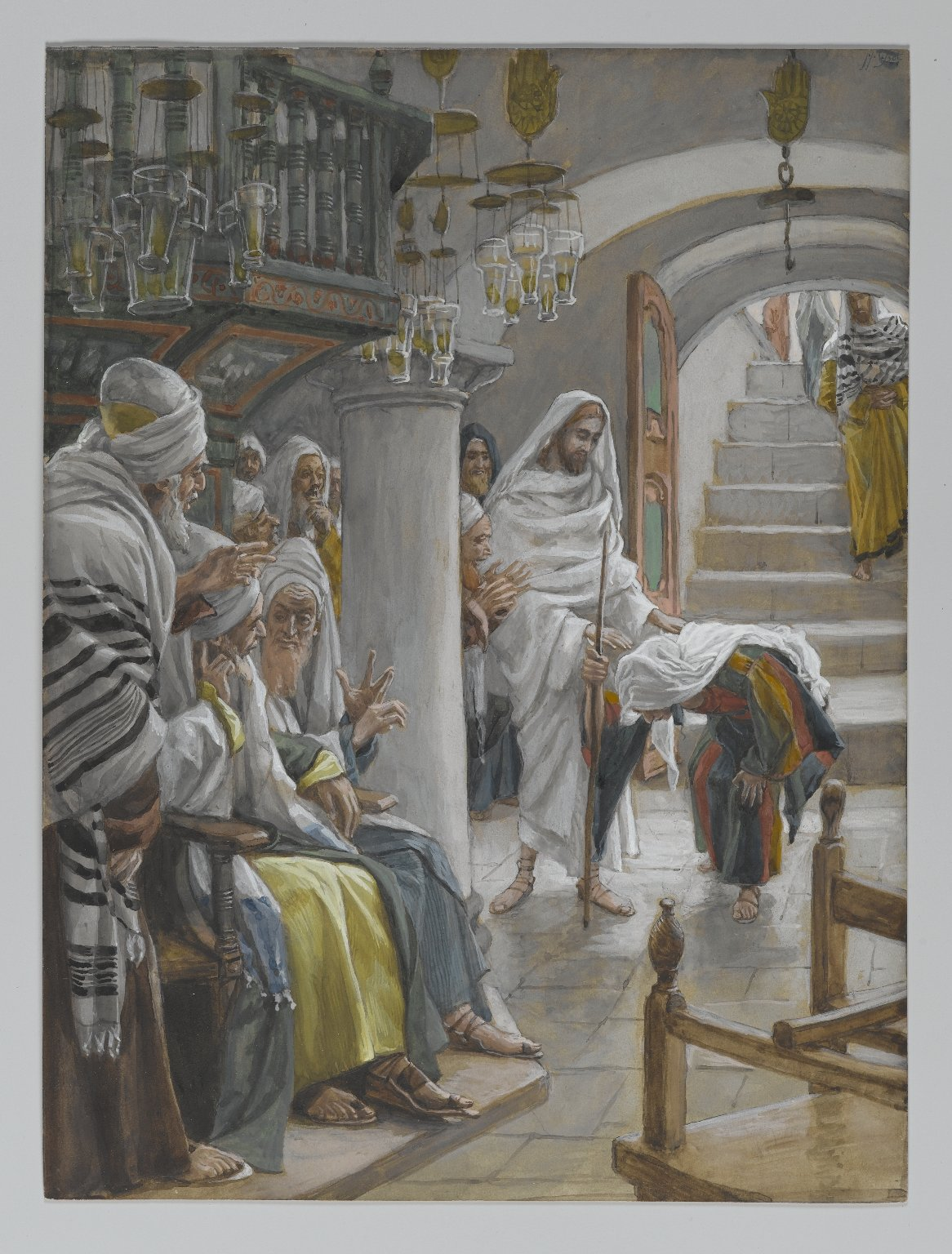
Cristos vindecând o femeie gârbovă de James Tissot, 1886-1896.

Vindecarea femeii gârbove este una din minunile lui Iisus, consemnată doar în Evanghelia după Luca (13:10-17).
Potrivit evangheliei, Iisus învăța de Sabat (sâmbăta) într-una dintre sinagogi. "Și iată o femeie care avea de optsprezece ani un duh de neputință și care era gârbovă, de nu putea să se ridice în sus nicidecum" (v.11). Când Iisus a văzut-o, a chemat-o în fața Sa și i-a spus:
"Femeie, ești dezlegată de neputința ta."
Apoi și-a pus mâinile asupra ei și imediat ea s-a îndreptat și i-a adus slavă lui Dumnezeu.
Indignat că Iisus a săvârșit o vindecare de Sabat, conducătorul sinagogii a spus enoriașilor prezenți: "Omul trebuie să muncească șase zile pe săptămână. Așa că trebuie să veniți pentru a fi vindecați în acele zile și nu de Sabat."
Iisus le-a răspuns:
"Fățarnicilor! Nu dezleagă fiecare dintre voi în ziua de Sabat boul sau măgarul de la iesle și-l duce afară să-l adape? Dar nu se cuvenea oare ca această femeie, fiică a lui Avraam, pe care a legat-o satana timp de optsprezece ani, să fie dezlegată și ea de Sabat de această neputință?"
După ce a spus acestea, toți cei care l-au criticat s-au simțit rușinați, dar mulțimea se bucura de faptele minunate pe care le săvârșise El.